# Bela piramida
Bela piramida faraona Amenemheta II. stoji na polju piramid v Dahšurju, Egipt. Zaradi kraje kamnitih blokov je od nje ostal samo še kup belega kršja, po katerem je dobila ime. 
Piramido je obdana z visokim pravokotnim obzidjem. Znotraj obzidja so arheologi odkrili več nedotaknjenih grobnic sorodnikov Amenemheta II., vključno z grobnicami princa Amenemhatanka in princes Ite, Khnumet, Itiueret in Sithathormeret. V grobnicah so našli izredno raznovrstno pogrebno pohištvo, med drugim lesene krste, alabasterne posodice za parfum in kanopske vrče. V grobnicah Ite in Khnumet je bilo tudi veliko lepega nakita.
Kompleks piramid je leta 1894 in 1895  raziskoval francoski geolog in arheolog Jacques de Morgan. Osredotočil se je predvsem na kraljevske grobnice okoli piramide. Raziskava celotnega piramidnega kompleksa še ni bila opravljena. 